# Montrose (Michigan)
Montrose est une ville du comté de Genesee, dans l'État du Michigan, aux États-Unis. En 2020, sa population était de 1 743 habitants.